# Lydia Glacé
Lydia Glacé est une chef belge, qui a remporté une étoile Michelin en 2012 pour son restaurant Les Gourmands,, installé à Blaregnies en Belgique. Cela fait de Lydia Glacé une des rares femmes chef étoilées en Belgique.

## Gault et Millau
- 15,5/20